# Уоттон, Маргарет, маркиза Дорсет
Маргарет Уоттон, маркиза Дорсет (англ. Margaret Wotton, Marchioness of Dorset; 1485 или 1487 — 1541) — английская аристократка, вторая супруга Томаса Грея, 2-й маркиза Дорсета, бабушка Джейн Грей — «девятидневной королевы» Англии.

## Биография
Была дочерью сэра Роберта Уоттона из Боутона Малерба и его жены Анны Белкнап.
В 1505 году вышла замуж за эсквайра Уильяма Медли, у супругов был единственный сын Джордж (ум. 1562). После смерти мужа, в феврале 1509 года вышла замуж во второй раз за Томаса Грея, 2-й маркиза Дорсета. У супругов было восемь детей:
- Энн Грей (умерла в 1548), жена сэра Генри Уиллоуби;
- Элизабет Грей (1510—1564), жена Томаса Одли, 1-го барона Одли из Уолдена и Джорджа Нортона;
- Кэтрин Грэй (1512— 1 мая 1542), вышла замуж за Генри Фицалана, 19-й графа Арундела. У супругов было трое детей (две дочери и сын);
- Генри Грей (1517—1554), 3-й маркиз Дорсет (с 1530), 1-й герцог Саффолк (с 1551 года);
- Джон Грей (1523—1569);
- Томас Грей (1526—1554), казнён за участие в восстании Уайатта;
- Леонард Грей;
- Мэри Грей;

Осенью 1514 года вместе с мужем входила в делегацию, сопровождавшую принцессу Марию Тюдор для бракосочетания с французским королём Людовиком XII.
В сентябре 1533 года была одной из крёстных матерей принцессы Елизаветы, ставшей в будущем королевой Англии. У неё было несколько ссор с сыном Генри, наследником отцовского титула, в результате одной из них она была вынуждена заплатить штраф 4000 фунтов стерлингов за расторжение помолвки сына с Кэтрин Фицалан, дочерью графа Фицалана.
После последней ссоры с сыном, она покинула дом Греев и уехала в Брэдгейт-Хаус, где и прожила до своей смерти в 1541 году.